# Carmenta (geslacht)
Carmenta is een geslacht van vlinders uit de familie wespvlinders (Sesiidae), onderfamilie Sesiinae.
Carmenta is voor het eerst wetenschappelijk beschreven door Edwards in 1881. De typesoort is Aegeria pyralidiformis.

## Soorten
Carmenta omvat de volgende soorten:
- C. aerosa (Zukowsky, 1936)
- C. albicalcarata (Burmeister, 1878)
- C. albociliata (Engelhardt, 1925)
- C. alopecura (Zukowsky, 1937)
- C. andrewsi Eichlin, 1992
- C. angarodes (Meyrick, 1921)
- C. anomaliformis (Walker, 1856)
- C. anthracipennis (Boisduval, 1875)
- C. apache Engelhardt, 1946
- C. arizonae (Beutenmüller, 1898)
- C. armasata (Druce, 1892)
- C. asema (Zukowsky, 1936)
- C. aureopurpurea (Edwards, 1880)
- C. auritincta (Engelhardt, 1925)
- C. aurora (Philippi, 1859)
- C. austini Engelhardt, 1946
- C. autremonti (Le Cerf, 1917)
- C. basalis (Walker, 1865)
- C. bassiformis (Walker, 1856)
- C. benoisti (Le Cerf, 1917)
- C. bibio (Le Cerf, 1916)
- C. blaciformis (Walker, 1856)
- C. buprestiformis (Walker, 1856)
- C. ceraca (Druce, 1893)
- C. coccidivora (Duckworth, 1969)
- C. commoni Duckworth, 1974
- C. confusa (Butler, 1874)
- C. corni (Edwards, 1881)
- C. crassicornis (Walker, 1865)
- C. cristallina (Le Cerf, 1916)
- C. chromolaenae Eichlin, 2009
- C. chrysomelaena (Le Cerf, 1916)
- C. chrysophanes (Meyrick, 1886)
- C. daturae (Busck, 1920)
- C. deceptura (Butler, 1874)
- C. deipyla (Druce, 1883)
- C. dimorpha (Le Cerf, 1916)
- C. dinetiformis (Walker, 1856)
- C. engelhardti Duckworth & Eichlin, 1973
- C. erici (Eichlin, 1992)
- C. flaschkai Eichlin, 1993
- C. flavostrigata (Le Cerf, 1917)
- C. foraseminis Eichlin, 1995
- C. fulvopyga (Le Cerf, 1911)
- C. germaini (Le Cerf, 1916)
- C. giliae (Edwards, 1881)
- C. guatemalena (Druce, 1883)
- C. guayaba Eichlin, 2003
- C. guyanensis (Le Cerf, 1917)
- C. haematica (Ureta, 1956)
- C. heinrichi (Schade, 1938)
- C. helenis Engelhardt, 1946
- C. hipsides (Druce, 1889)
- C. infuscata (Le Cerf, 1911)
- C. ischniformis (Walker, 1856)
- C. ithacae (Beutenmüller, 1897)
- C. laeta (Walker, 1856)
- C. laticraspedontis (Zukowsky, 1936)
- C. laurelae Brown, Eichlin & Snow, 1985
- C. leptosoma Eichlin, 2002
- C. lytaea (Druce, 1884)
- C. macropyga (Le Cerf, 1911)
- C. maeonia (Druce, 1889)
- C. manilia (Druce, 1889)
- C. mariona (Beutenmüller, 1900)
- C. mimosa Eichlin & Passoa, 1984

- C. mimuli (Edwards, 1881)
- C. minima (Le Cerf, 1916)
- C. munroei Eichlin, 2003
- C. mydaides (Ureta, 1956)
- C. odda Duckworth & Eichlin, 1977
- C. ogalala Engelhardt, 1946
- C. pallene (Druce, 1889)
- C. panisciformis (Walker, 1856)
- C. panurgiformis (Walker, 1856)
- C. phoradendri Engelhardt, 1946
- C. phyllis (Druce, 1884)
- C. pittheis (Druce, 1899)
- C. plaumanni Eichlin, 2002
- C. plectisciformis (Walker, 1856)
- C. porizoniformis (Walker, 1856)
- C. producta (Walker, 1865)
- C. prosopis (Edwards, 1882)
- C. pyralidiformis (Walker, 1856)
- C. pyrosoma (Meyrick, 1918)
- C. querci (Edwards, 1882)
- C. rubricincta (Beutenmüller, 1909)
- C. ruficaudis (Walker, 1865)
- C. splendens Eichlin, 2002
- C. subaerea (Edwards, 1883)
- C. suffusata Engelhardt, 1946
- C. surinamensis (Möschler, 1878)
- C. tecta (Edwards, 1882)
- C. teleta (Le Cerf, 1916)
- C. texana (Edwards, 1881)
- C. theobromae (Busck, 1910)
- C. tildeni Eichlin, 1995
- C. torrancia Engelhardt, 1946
- C. tucumana (Le Cerf, 1911)
- C. unicolor (Walker, 1865)
- C. verecunda (Edwards, 1881)
- C. votaria (Meyrick, 1921)
- C. wagneri (Le Cerf, 1911)
- C. welchelorum Duckworth & Eichlin, 1977
- C. wellerae Duckworth & Eichlin, 1976
- C. whitelyi (Druce, 1899)
- C. wielgusi Eichlin, 1987
- C. xanthogyna (Hampson, 1919)
- C. xanthomelanina (Zukowsky, 1936)
- C. xanthoneura (Zukowsky, 1936)